# Osama Al Hamadi
Osama Musbah Al Hamadi (Ṭarābulus, 7 giugno 1975) è un ex calciatore libico, di ruolo difensore.

## Carriera

### Club
Ha giocato fino al 2010 all'Al-Ittihad Tripoli.

### Nazionale
Ha debuttato in Nazionale nel 2001. Ha partecipato, con la Nazionale, alla Coppa d'Africa 2006. Ha collezionato in totale, con la maglia della Nazionale, 21 presenze.